# Victor Cadet
Victor Cadet (ur. 17 czerwca 1878 w Saint-Omer, zm. 22 września 1911 w Lille) – francuski pływak, medalista olimpijski Letnich Igrzysk Olimpijskich 1900 w Paryżu. Spośród trzech konkurencji pływackich w których wziął udział, zdobył srebrny medal w pływaniu drużynowym na 200 m.